# 時政幸雄
時政幸雄（ときまさ さちお、生年不明）は、日本の実業家。
2011年関西電力秘書室長、2016年関西電力常務執行役員(従業員。会社法上の役員〈取締役〉ではない)秘書室担当。2019年6月、関西電力役付執行役員(従業員。会社法上の役員〈取締役〉ではない)退任、関西電力子会社の関電サービス社長。
その他、関西電力送配電取締役（非常勤）を務める。
著作に、「電力自由化について」国際産研=Journal of international industrial relations (23), 7-13（2004.05）がある